# 사너드 에런
사너드 에런(아일랜드어: Seanad Éireann→에이레 원로원)은 아일랜드의 입법부인 에러크터스에서 상원에 해당하는 의회이다. 의사당은 더블린에 있다.
하원에 해당하는 달 에런과는 달리 사너드 에런은 직접 선거가 아닌 다양한 방식으로 선출된 의원으로 구성되어 있다. 사너드 에런의 권한은 달 에런과 비교했을 때에 규모가 상당히 작은 편이다. 또한 사너드 에런이 반대하는 법안에 거부권을 행사하지 않고 법안 통과를 연기하는 권한만 부여받았다.

## 같이 보기
- 양원제
- 원로원
- 대학 선거구
- 웨일스 의회